# Hendecasis diplogrammalis
Hendecasis diplogrammalis là một loài bướm đêm trong họ Crambidae.